# Aubert Lemeland
Aubert Lemeland, né le 19 décembre 1932 à La Haye-du-Puits (Manche) et mort le 15 novembre 2010 à Paris, à 77 ans, est un compositeur français.

## Biographie
Il est le fils du Notaire de La Haye du Puits (Manche) Paul Lemeland et de Berthe Le Brun, pianiste -organiste, fille d'un entrepreneur tanneur local, décédée à sa naissance ,ce qu'on lui cachera jusqu'à sa majorité.  Il a un frère aîné Charles Lemeland, professeur de Littérature française à la prestigieuse Prep's school, Saint Paul 's School (Concord.New Hampshire.USA).  Après ses études effectuées à Cherbourg dans les classes de piano et de violoncelle, puis à Paris - où il emménage en 1948 - et interrompues par une longue maladie, il produit vers le milieu des années 1960 ses premières œuvres.
Sociétaire définitif de la SACEM depuis 1987, il est lauréat du Grand Prix du disque de l’Académie Charles-Cros en 1995 et d'un Diapason d’Or en 1998.
Il est inhumé au cimetière du Père-Lachaise (22e division).

## Œuvres
Sans aucune attache pour le mouvement sériel, mais admirateur d'Alban Berg, il a été marqué à ses débuts par le mouvement néo-classique et le courant expressionniste allemand.
Épris des grandes formes de la musique, Aubert Lemeland a écrit plus de deux cents numéros d’opus : quatorze symphonies composées entre 1975 et 2010, une quinzaine de concertos (dont quatre pour violon et un pour orgue), des cycles pour voix et orchestre dont les plus connus sont Airmen (dédié à Jules Roy), Time Landscapes, Songs for the dead Soldiers, D’une saison l’autre (écrit pour Renée Fleming), deux opéras, le premier représenté onze fois en Suisse en 1995, la Lettre au cachet rouge d'après Alfred de Vigny, le second Lieutenant Karl d'après Jules Roy, jamais représenté de son vivant. Il a répondu à des commandes de l’État, de Musique au Val-de-Grâce, de l'Orchestre de Santa Rosa (États-Unis d'Amérique) et de Radio-France.
La critique a salué en lui le grand retour de la mélodie, le sens harmonique raffiné de sa musique, une orchestration rutilante et une aisance naturelle dans l’écriture pour les voix. Parmi ses compositeurs préférés, il cite Sibelius, Chostakovitch, Prokofiev, Samuel Barber, Aaron Copland et Charles Ives ; il voue un culte tout particulier à Benjamin Britten et à John Adams.
Des chefs prestigieux ont été ses interprètes : Michel Plasson avec l'Orchestre national du Capitole de Toulouse, Marc Tardue à Porto, José Sérébrier, David Coleman, Jacques Mercier (Orchestre national d’Île-de-France) ; et des solistes de renom : Carole Farley (soprano), Jean Dupouy (alto), Martine Géliot (harpe), Marie-Annick Nicolas (violon, prix Reine Elisabeth de Belgique), Pascal Amoyel, Hervé Désarbre et Jean-Pierre Fèrey (piano), l’Orchestre philharmonique de Radio France, les Concerts Colonne, l’Orchestre de la Garde républicaine, le Chœur de l’Armée française, l'Ensemble de Musique Moderne de Moscou…

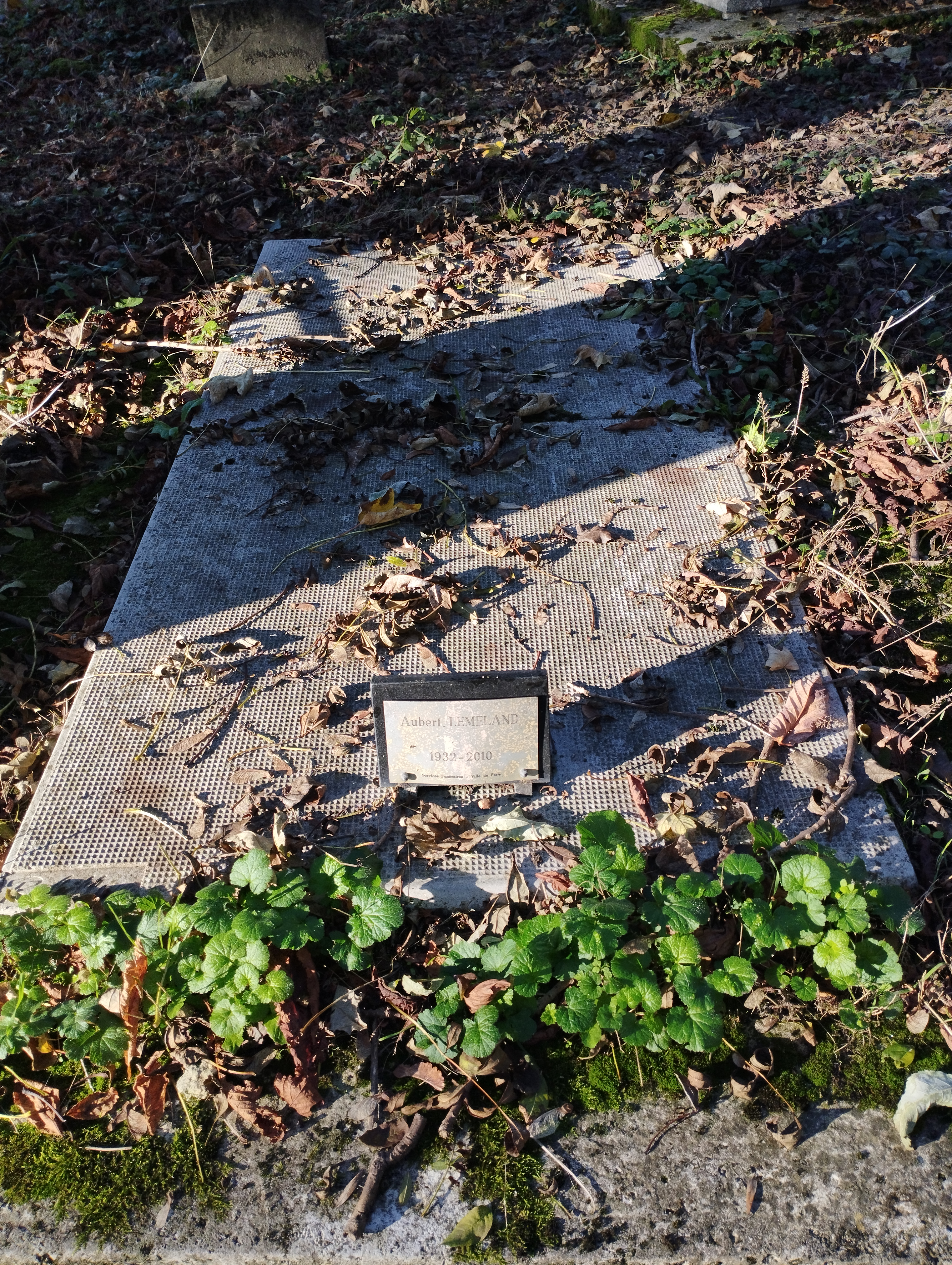
Tombe d'Aubert Lemeland au cimetière du Père-Lachaise (division 22).

Parmi les nombreux enregistrements (CD “Skarbo”) de ses œuvres récentes se détachent :
- les Symphonies no 8, 9 et 10 ;
- les 3 Concertos pour violon ;
- Laure ou la Lettre au cachet rouge, son opéra ;
- Omaha, Songs for the dead Soldiers, Airmen, À l’étale de basse-mer ;
- Mémorial Dieppe 1942, Ballades du Soldat, Battle Pieces, Time Landscapes ;
- In ricordo Arturo Toscanini, le Concerto pour Harpe, Élégie à la mémoire de Samuel Barber, l’Hiver qui vient…

Parmi ses dernières créations (2008/2010), on peut citer la 11e symphonie, par l'orchestre de l’Opéra de Rouen, dirigé par Oswald Sallaberger, Deux contes de Grimm par les solistes de l’Ensemble Orchestral de Paris (aujourd'hui Orchestre de chambre de Paris), Epitaphe française, concerto pour orgue, orchestre à cordes et trompette, par Hervé Désarbre, Eric Planté et l’Orchestre de la Garde républicaine, dirigé par Sébastien Billard, et la version définitive des Battle pieces, par l’Orchestre de Santa Rosa, aux États-Unis d'Amérique, dirigé par Bruno Ferrandis.
Il est aussi l'auteur de trois romans et de deux récits.
Il est inhumé au cimetière du Père-Lachaise (division 22).